# 플래닝 하트
《플래닝 하트》(영어: Playing by Heart) 혹은 라스트 타임은 미국에서 제작된 윌러드 캐럴 감독의 1998년 코미디 드라마 영화이다. 질리언 앤더슨, 엘런 버스틴, 숀 코너리, 앤젤리나 졸리, 데니스 퀘이드, 제이 모어, 라이언 필리피, 제나 롤런즈, 존 스튜어트, 매들린 스토 등이 출연하고, 윌러드 캐럴 등이 제작에 참여하였다.

## 줄거리
로스앤젤레스에서 뇌종양에 걸린 폴과 요리 방송 진행자 해나가 결혼 40주년 기념식을 준비하는 가운데 세 딸 그레이시, 메러디스, 조앤과 그 주변인들 이야기가 풀려나간다.  

## 출연진
- 제나 롤런즈 - 해나 역
- 숀 코너리 - 남편 폴 역
- 매들린 스토 - 첫째 딸 그레이시 역
  - 앤서니 에드워즈 - 로저 역: 불륜 상대.
  - 데니스 퀘이드 - 휴 역: 권태기가 온 남편.
  - 퍼트리샤 클라크슨 - 앨리슨 역: 휴의 즉흥극 수업 친구.
  - 앨릭 마파 - 래나 역: 휴가 술집에서 만난 상대.
- 질리언 앤더슨 - 둘째 딸 메러디스 역: 이혼한 연극 연출가.
  - 존 스튜어트 - 트렌트 역: 이혼한 건축가이자 데이트 상대.
  - 제이 모어 - 마크 역: 고등학교 시절 남자친구인 게이.
  - 엘런 버스틴 - 밀드러드 역: 에이즈에 걸린 마크를 간호하는 어머니.
  - 마이클 에머슨 - 보스코 역
  - 켈리 웨이마이어 - 제인 역: 연극 배우.
- 앤젤리나 졸리 - 셋째 딸 조앤 역: 20대 클럽 단골.
  - 라이언 필리피 - 키넌 역: 전 여자친구로부터 전염이 된 HIV 양성 환자.
- 어맨다 피트 - 앰버 역
- 나스타샤 킨스키 - 변호사 역
- 힐러리 더프 - 엑스트라

## 기타 제작진
- 공동 제작: 커트 올브렉트, 데이비드 위츠
- 협력 제작: 케이시 앤드루스
- 배역: 메그 리버먼
- 미술: 미시 스튜어트
- 의상: 에이프릴 페리